# Noriko Higuchi
Noriko Higuchi (jap. 樋口 紀子, Higuchi Noriko; * 23. Mai 1985 in Kyōto) ist eine japanische Marathonläuferin.
2009 wurde sie Zwölfte beim Kagawa-Marugame-Halbmarathon. Im Jahr darauf wurde sie Siebte in Marugame, siegte beim Sendai-Halbmarathon und kam bei den Halbmarathon-Weltmeisterschaften 2010 in Nanning auf den 29. Platz.
Im Jahr darauf gab sie beim Tokio-Marathon ihr Debüt über die 42,195-km-Distanz. Sie lief als Zweite ins Ziel und wurde nachträglich zur Siegerin erklärt, nachdem die Erstplatzierte Tatjana Arjassowa wegen eines Dopingvergehens disqualifiziert wurde.
2012 wurde sie Neunte in Marugame und kam beim Nagoya-Marathon auf den 21. Platz.
Noriko Higuchi ist Absolventin der Ritsumeikan-Universität und startet seit 2008 für das Firmenteam von Wacoal.

## Persönliche Bestzeiten
- 10.000 m: 32:37,72 min, 25. April 2010, Kōbe
- Halbmarathon: 1:10:52 h, 7. Februar 2010,	Marugame
- Marathon: 2:28:49 h, 27. Februar 2011, Tokio